# Хаста-Баш (родник)
Хаста-Баш (также Хастабаш; укр. Хаста-Баш, крымскотат. Hasta Baş, Хаста Баш) — источник в Крыму, на территории большой Ялты, исток реки Хаста-Баш, один из мощнейших источников Крыма, расположен на высоте 500 м, среднегодовой дебет источника, по данным В. М. Аполлосова, приведённым в книге «Воды Крыма» 1925 года, составлял 294 л/сек, наибольший — 2285 л/сек, минимальный 12 л/сек.

## Описание
Расположен на южном склоне Ай-Петри (под зубцами), вода выходит среди завалов каменных глыб. Среднегодовой сток в несколько раз превышает объём выпадающих в этой местности осадков — в источник собираются карстовые воды со всей вышележащей котловины яйлы, по этой причине он входит в пятёрку самых мощных родников Крыма. Название Хаста-Баш в переводе с крымскотатарского означает «больная голова» (хаста — «больной», баш — «голова»). Легенды приписывают роднику целебные и магические свойства. Вода источника на 220 метров ниже стекает в бассейн-водосборник огороженного и охраняемого водозабора Ялтинского Горводоканала довольно сложного устройства с домом смотрителя. Пётр Паллас в труде «Наблюдения, сделанные во время путешествия по южным наместничествам Русского государства в 1793—1794 годах» упоминает сильные источники Хастагая.